# 布赫貝格山 (維也納林山)
48°12′51″N 15°56′44″E / 48.21417°N 15.94556°E

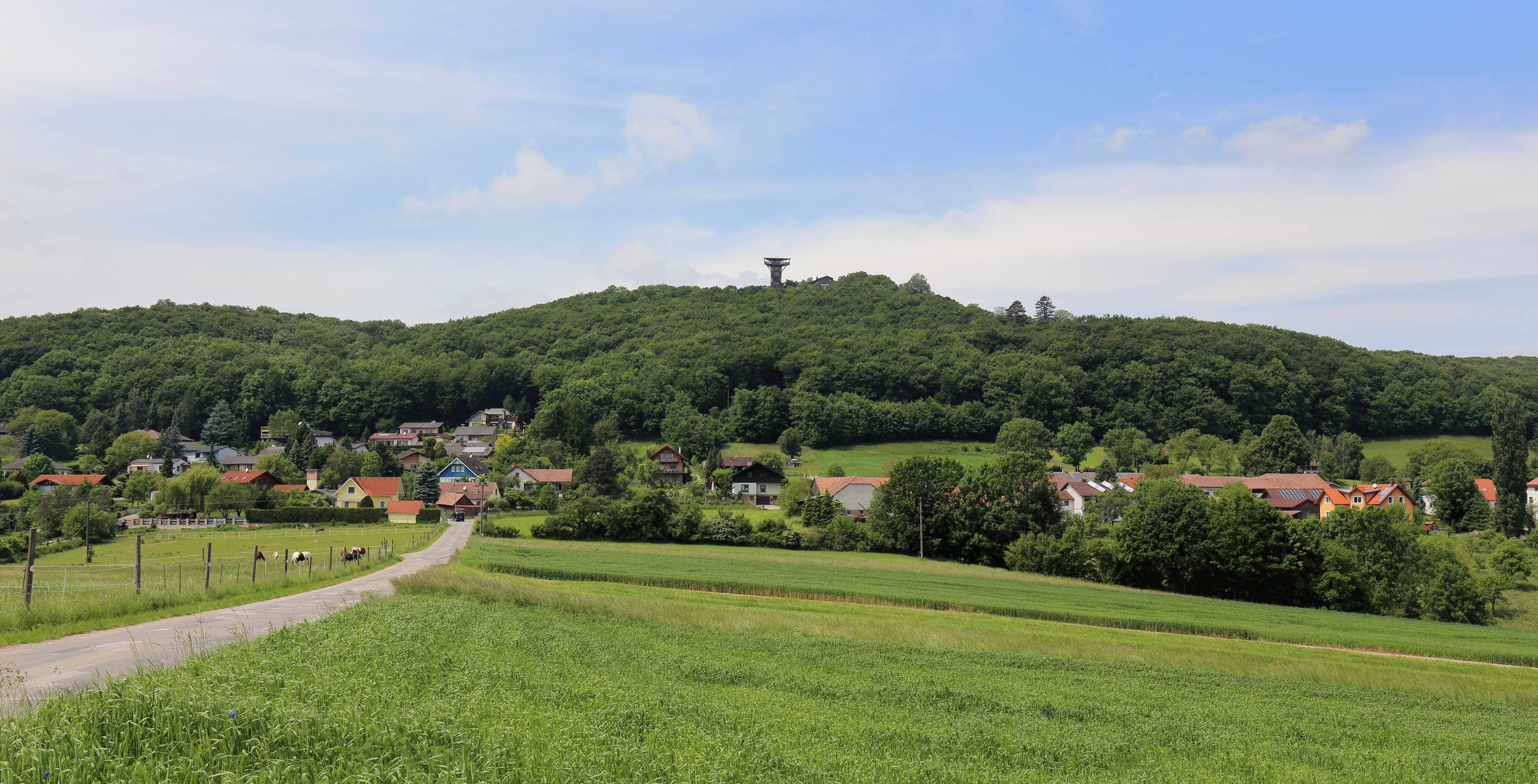

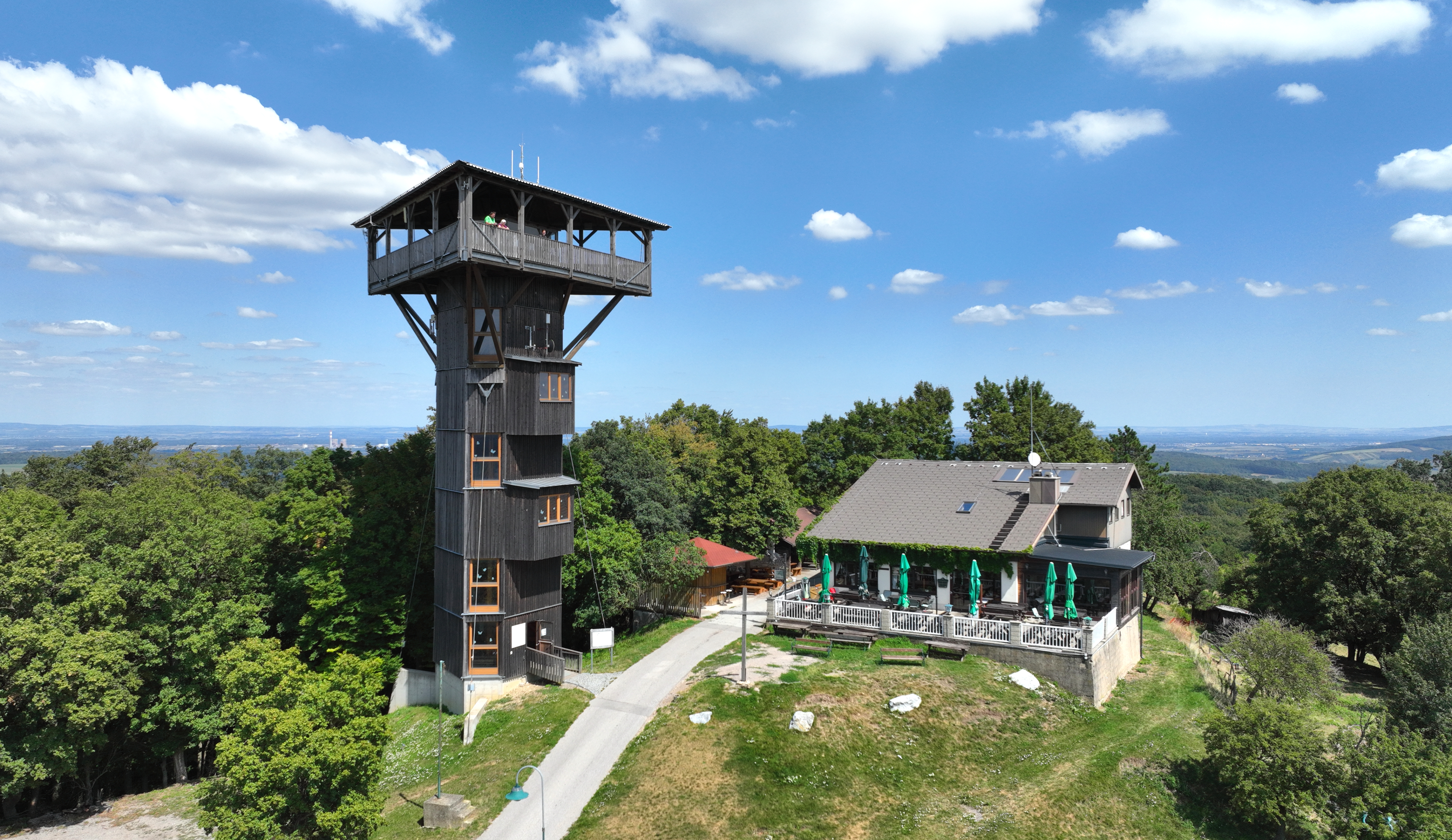

布赫貝格山（德語：Buchberg），是奧地利的山峰，位於該國東北部，由下奧地利州負責管轄，屬於維也納林山的一部分，處於瑪麗亞-安茨巴赫和新倫巴赫接壤的邊界，海拔高度469米。